# Sinagoga spaniolă din Veneția
Sinagoga spaniolă din Veneția (în italiană Scuola spagnola) este un lăcaș de cult evreiesc din Veneția, Italia. Ea a fost fondată în anul 1555. Ea a fost reconstruită în 1635.

## Imagini

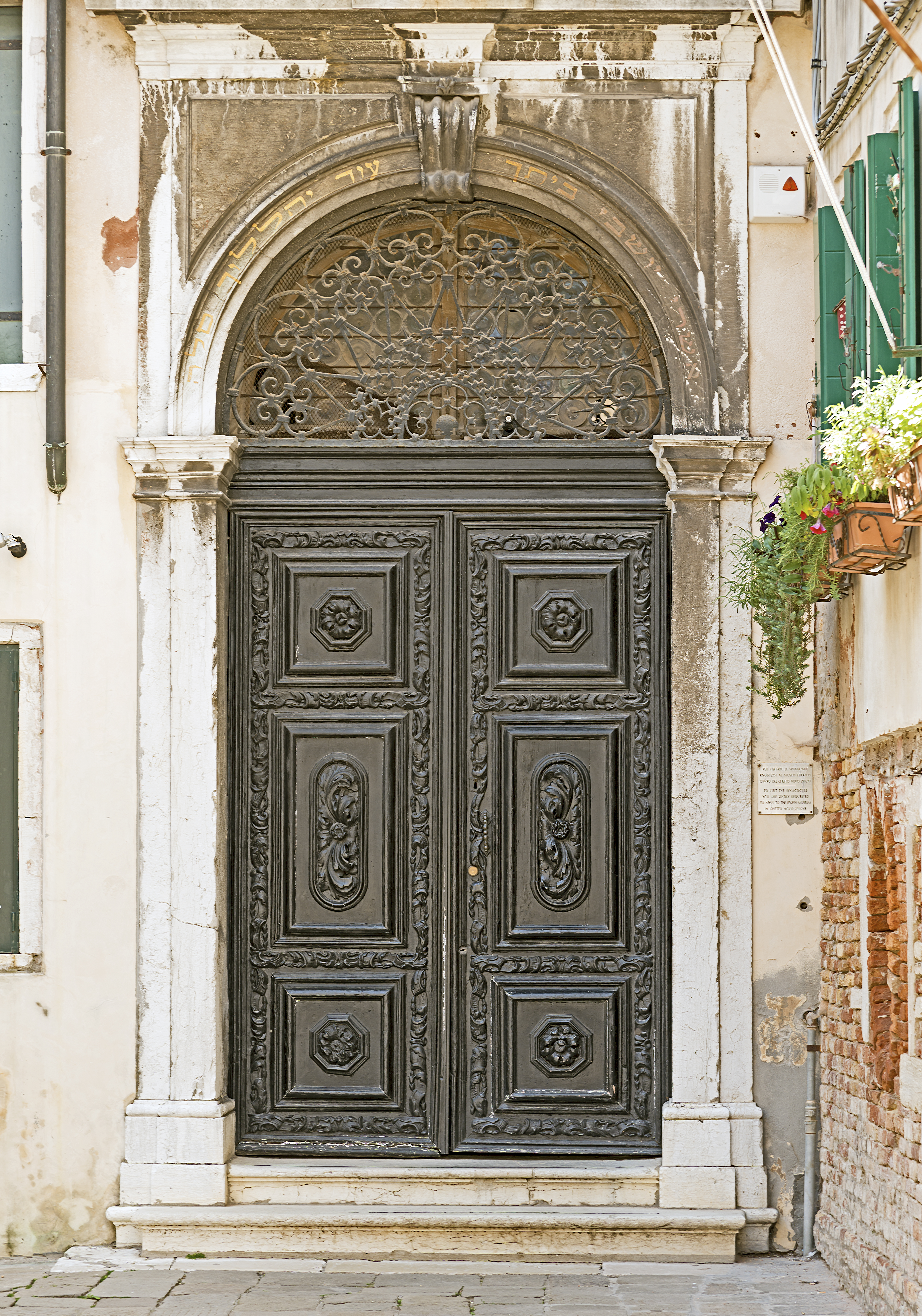
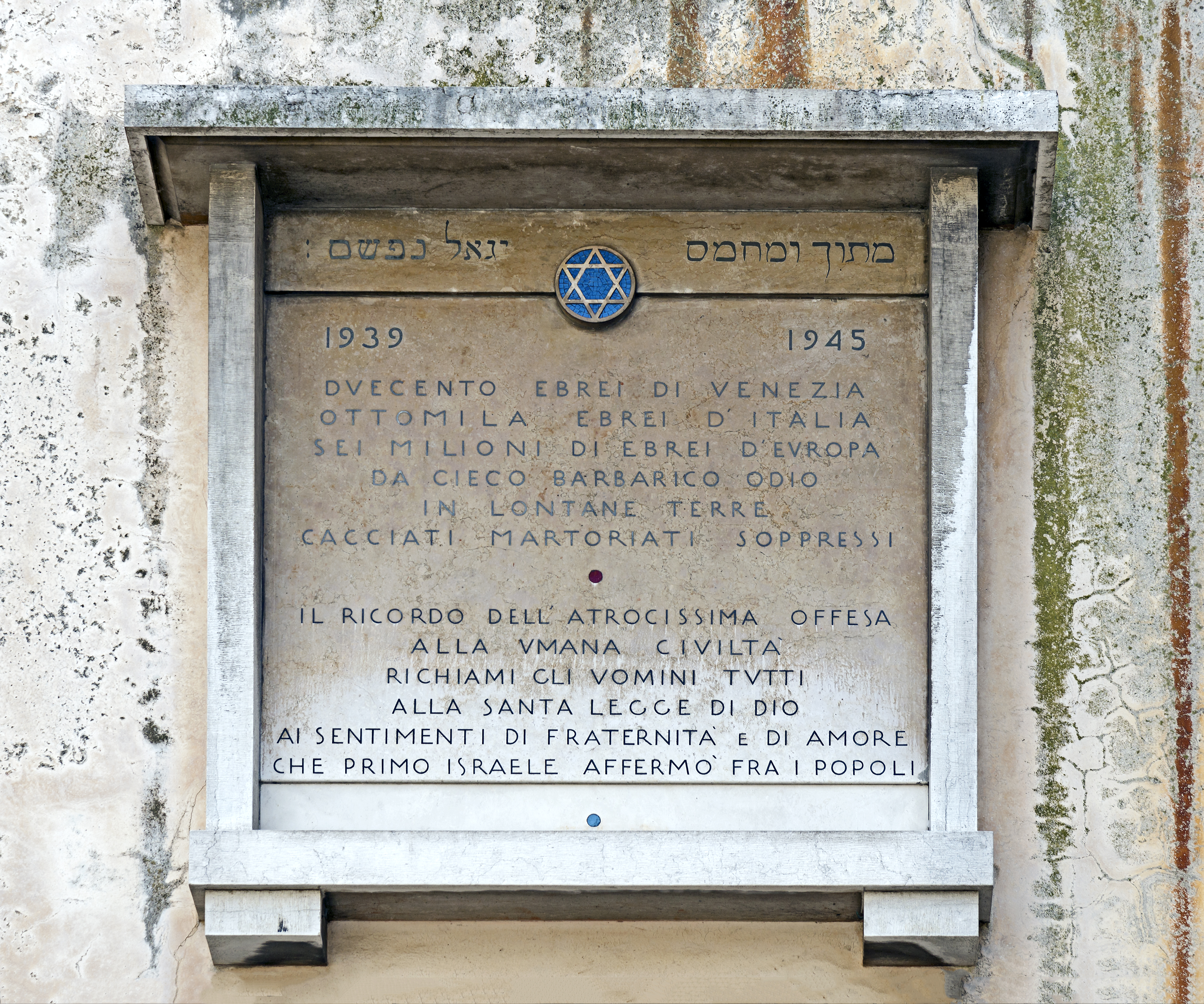